# Kamenjak (Rab)
Kamenjak, pogosto imenovan tudi Straža, je s 408 m nadmorske višine najvišja točka  19 km dolgega grebena na vzhodnem delu otoka Rab. Gre za tipično neizrazit vrh, značilen za kraška področja. Nahaja se na mestu, kjer se začne greben strmo spuščati proti zahodni obali Velebitskega kanala. Greben deluje kot naravna pregrada in tako ščiti rabska naselja pred močnimi udarci burje. Z vrha se proti zahodu odpira pogled na mesto Rab in otoke južnega Kvarnerja, proti vzhodu pa na osrednji del Nacionalnega parka Severni Velebit. Najbližje naselje so slabih 5 km oddaljene Mundanije, od katerih vodi asfaltirana cesta Mundanije-Kamenjak. Na vrhu stoji ograjen telekomunikacijski objekt z oddajnim stolpom, do katerega vodi opuščena žičnica za prenos tovora.